# 郭官义
郭官义（1934年—2022年），中华人民共和国翻译家、哲学家。

## 生平

### 早年经历
1934年6月18日生于河南省沁阳县郭庄。1952年秋，考入北京市第一中学高中部。1955年秋考入北京大学西语系，并于1956年加入中国共产党，同年秋到原民主德国学习。

### 留德六年
1956年至1957年秋，在莱比锡马克思大学语言学院学习。1957年至1962年，就读于耶拿市席勒大学哲学院日尔曼语系。1962年秋卒业回国，10月被分配在中国社会科学院哲学社会科学部哲学所工作。

### 学术生涯
1980年被评为副译审(副研究员)，1988年7月晋升为译审(研究员)。1978年至1985年担任《哲学译丛》(现名《世界哲学》)主编，1982年8月起任《哲学译丛》主编兼编辑部主任。

## 译著
哈贝马斯主要著作，多为与其妻李黎合译。
- 哈贝马斯，《认识与兴趣》[4]
- 哈贝马斯，《重建历史唯物主义》[5]
- 哈贝马斯，《理论与实践》[5]
- 《赫尔巴特文集》（共6册）[5]